# María José Galleguillos
María José Galleguillos es una actriz y guionista chilena.

## Carrera
Co-fundadora de la compañía teatral Merry Melody junto a Nona Fernandez, Marcelo Leonart y Álvaro Morales, antes de dedicarse a la escritura de libretos para telenovelas.

## Filmografía[3]

### Televisión
| Año  | Telenovela              | Autor                                 | Rol                  | N.º eps. |
| ---- | ----------------------- | ------------------------------------- | -------------------- | -------- |
| 1997 | Tic tac                 | Perla Devoto y Perla Chapero          | Guionista            | 70-90    |
| 1998 | Borrón y cuenta nueva   | Alfredo Sepúlveda                     | Guionista            |          |
| 2001 | Pampa Ilusión           | Victor Carrasco y Vicente Sabatini    | Guionista            | 82       |
| 2002 | El circo de las Montini | Victor Carrasco y Vicente Sabatini    | Guionista            | 125      |
| 2003 | Pecadores               | Alejandro Cabrera y Larissa Contreras | Guionista            | 95       |
| 2004 | Destinos cruzados       | Pablo Illanes                         | Guionista            | 108      |
| 2005 | Amor en tiempo récord   | Ella misma                            | Autora y guionista   | 44       |
| 2006 | Disparejas              | Marcelo Leonart y Ximena Carrera      | Guionista            | 63       |
| 2007 | Amor por accidente      | Ella misma, junto Marcelo Leonart     | Coautora y guionista | 84       |
| 2009 | Sin Anestesia           | Sergio Bravo                          | Guionista            | 101      |
| 2011 | Esperanza               | Alejandro Cabrera y Larissa Contreras | Guionista            | 106      |
| 2012 | Pobre rico              | Alejandro Cabrera                     | Guionista            | 227      |
| 2013 | El regreso              | Larissa Contreras                     | Guionista            | 140      |
| 2016 | Te doy la Vida          | Ella misma                            | Autora y guionista   | 158      |
| 2018 | Isla Paraíso            | Alejandro Cabrera                     | Guionista            | 233      |
| 2022 | Hasta encontrarte       | Ella misma, junto a Ximena Carrera    | Coautora y guionista | 98       |

## Obras teatrales
| Año  | Título                 |
| ---- | ---------------------- |
| 2003 | Las horas previas      |
| 2008 | Lo justo               |
| 1995 | Mientras Todos Duermen |
| 1996 | De tu misma sangre     |

## Reconocimientos
| Año  | Telenovela        | Premio                         | País   | Categoría   | Resultado       |
| ---- | ----------------- | ------------------------------ | ------ | ----------- | --------------- |
| 2005 | Destinos Cruzados | Premio Altazor                 | Chile  | Guion       | Nominado        |
| 2003 | Las horas previas | Premio María Teresa León       | España | Dramaturgia | Ganadora        |
| 2006 | Las horas previas | Premio Municipal de Literatura | Chile  | Guion       | Mención Honrosa |

## Adaptaciones de sus historias
- Monteverde (2025) - Adaptación mexicana de Isla Paraíso, a cargo de Lucero Suárez, Jimena Merodio, Guillermo Orta y Luis Reynoso, producida por Televisa.
- Te doy la vida (2020) - Adaptación mexicana de Te doy la vida, a cargo de Lucero Suárez, Edwin Valencia, Carmen Sepúlveda y Luis Reynoso, producida por Televisa.